# Regione di Aysén
La regione di Aysén (in spagnolo e ufficialmente: Región de Aysén del General Carlos Ibáñez del Campo), anche chiamata undicesima Regione (XI Región), è una regione del Cile meridionale. Confina a nord con la Regione dei Laghi, a est con l'Argentina, a sud con la Regione di Magellano e a ovest con l'Oceano Pacifico.
È una delle due regioni della Patagonia cilena. La regione di Aysén ha superficie di 108 494,4 km² e una popolazione di soltanto 103 158 abitanti, il che la rende la terza regione più grande e la meno popolosa di tutto il Cile. Ha una densità di popolazione uguale a 0,96 abitanti/km².
Amministrativamente la regione è divisa in quattro province e dieci comuni. La capitale, e la città più importante, centro amministrativo del governo regionale e sede degli staccamenti del Governo del Cile nella regione, è Coyhaique.

## Etimologia
Sebbene non esista certezza sull'origine del nome Aysén, diverse teorie tendono a spiegarne l'origine. Secondo una delle più diffuse, la parola deriva dal huilliche achén o aichirrn, che vorrebbe dire piegato o crollato, il che alludirebbe alla sua topografia aspra e intricata, frammentata in fiordi, isole, montagne e ghiacciai che sboccano sul mare.
Secondo un'altra teoria, il nome verrebbe da una sconosciuta parola chona che significherebbe "che si interna più in profondità", in riferimento al fiordo d'Aysén. Una terza teoria sostiene che "Aysén" deriva da una parola aonikenk che si potrebbe tradurre approssimativamente come "rocce in cui vi è l'acqua", in riferimento alle numerose fonti di acqua del territorio.
Infine, c'è un'ultima teoria, che non sembra molto plausibile ma è una delle più diffuse, secondo la quale la parola "Aysén" deriverebbe dalle parole inglesi "ice end" (la fine dei ghiacci). Questo è stato attribuito al capitano della HMS Beagle, Robert FitzRoy, che nella sua spedizione lungo la costa meridionale del Cile (insieme a Charles Darwin) avrebbe nominato questa regione sulla mappa con queste parole.

## Geografia antropica

### Suddivisioni amministrative
La regione è suddivisa in quattro province:
| Provincia       | Capoluogo    | Comune        |
| --------------- | ------------ | ------------- |
| Aisén           | Puerto Aisén | 1 Aisén       |
| Aisén           | Puerto Aisén | 2 Cisnes      |
| Aisén           | Puerto Aisén | 3 Guaitecas   |
| Capitán Prat    | Cochrane     | 4 Cochrane    |
| Capitán Prat    | Cochrane     | 5 O'Higgins   |
| Capitán Prat    | Cochrane     | 6 Tortel      |
| Coihaique       | Coyhaique    | 7 Coyhaique   |
| Coihaique       | Coyhaique    | 8 Lago Verde  |
| General Carrera | Chile Chico  | 9 Chile Chico |
| General Carrera | Chile Chico  | 10 Río Ibáñez |

## Economia
Le principali attività economiche della regione sono la pesca, l'allevamento di salmoni, il turismo, l'attività forestale e l'allevamento di pecore.

## Geografia fisica
Isole

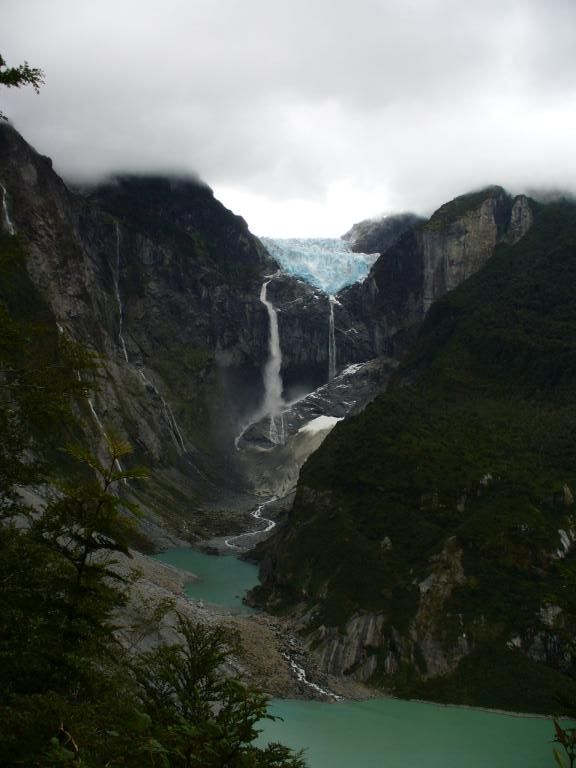
Veduta del ventisquero colgante, nel Parco nazionale Queulat.

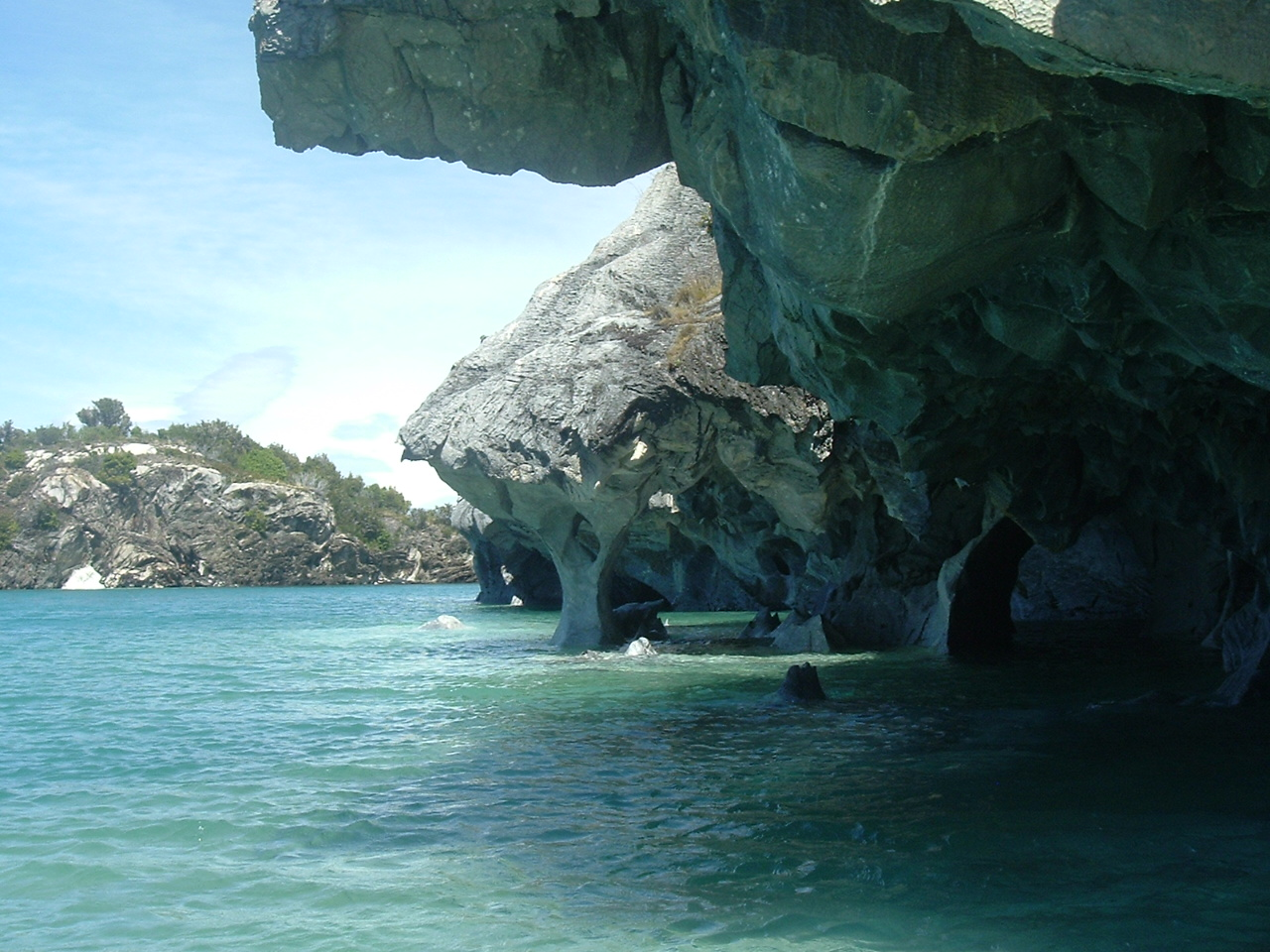
Cave di marmo, nel lago General Carrera.

- Little Wellington (1.062 km²)
- Isola Melchor (864 km²)
- Benjamin (618 km²)
- Triaguén (520 km²)
- Gran Guaiteca (240 km²)

Laghi
- General Carrera
- Cochrane
- O'Higgins
- Lago Rosselot
- Lago Bertrand

Fiumi
- Palena
- Cisnes
- Baker
- Aysén
- Pascua

Montagne
- Monte San Valentín (3.910 slm)
- Cerro Cochrane (3.707 slm)
- Monte Fitz Roy (3.406 slm)
- Vulcano Lautaro (3.380 slm)
- Cerro O'Higgins (2.910 slm)
- Vulcano volcán (1.905 slm)